# 华夏显示
安徽华夏显示技术股份有限公司（新三板：833613，简称：华夏显示），是一家在中国新三板挂牌的上市公司，主营业务包括光电与电子工程领域相关软、硬件的研发、生产、销售及配套服务。
公司创建于2009年4月，2014年3月改制为股份公司，2015年9月25日在新三板挂牌上市，主办券商为安信证券。
2017年，公司实现营业收入4825.95万元，同比增长58.42%；实现净利润1213.58万元，同比增长251.96%。